# Scopolia japonica
Scopolia japonica ist eine Pflanzenart aus der Gattung Tollkraut (Scopolia) innerhalb der Familie der Nachtschattengewächse (Solanaceae).

## Beschreibung

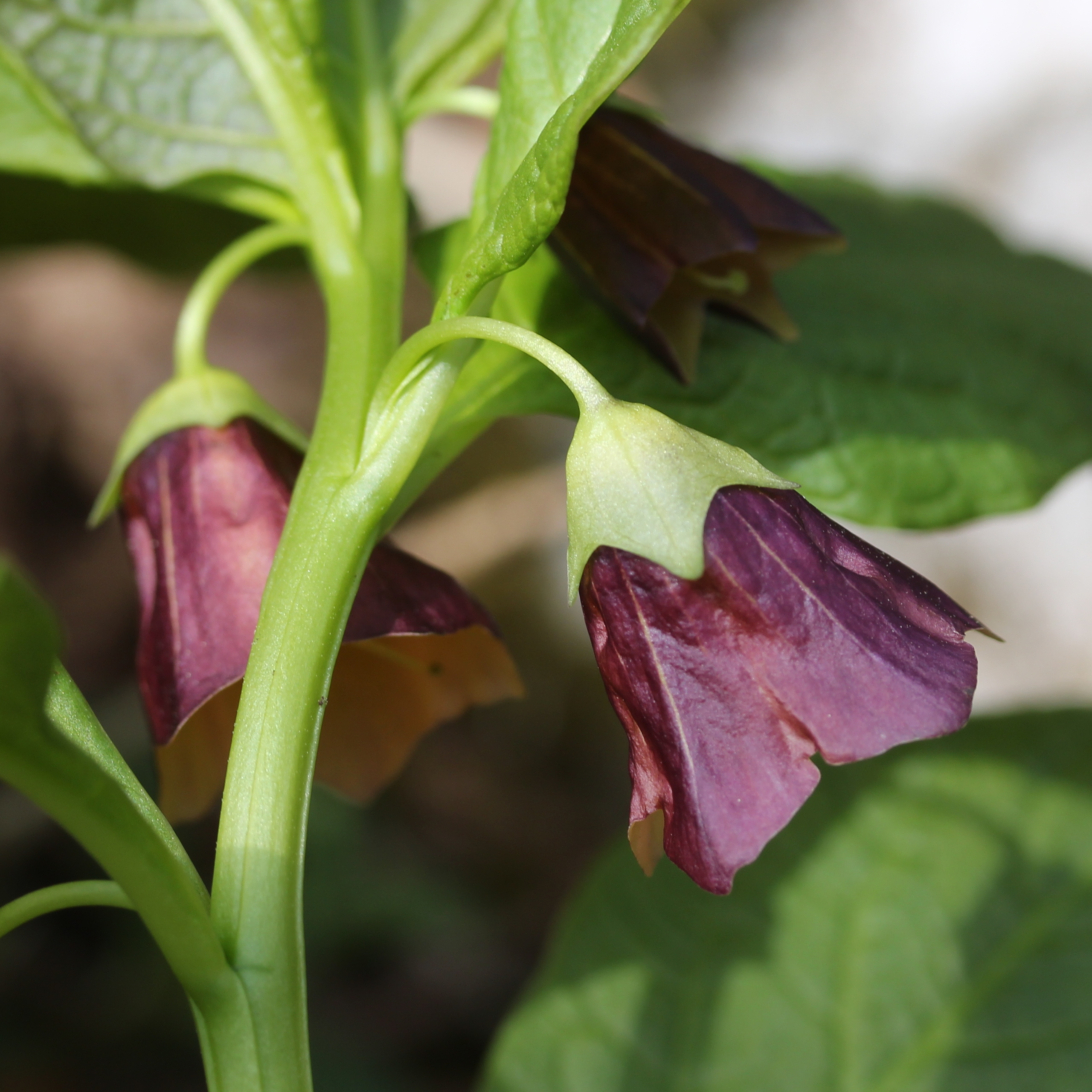
Gestielte Blüte von der Seite mit grünem Blütenkelch und dunkelvioletter Krone

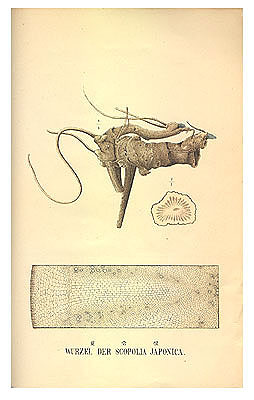
Illustration der Wurzel: Eykman 1883

### Vegetative Merkmale
Scopolia japonica ist eine ausdauernde krautige Pflanze, die Wuchshöhen von bis zu 60 Zentimetern erreicht. Der Durchmesser des kahlen und wenig verzweigten Stängels beträgt in seiner Mitte gewöhnlich 0,3 bis 0,6 Zentimeter. Die fein behaarte Stängelbasis ist violett, grün oder weiß.
Die wechselständig angeordneten, einfachen Laubblätter sind meist in Blattstiel und Blattspreite gegliedert. Die ganzrandige, kahle Blattspreite ist bei einer Länge von 3,8 bis 11,9 Zentimetern sowie einer Breite von 1,7 bis 5,3 Zentimetern verkehrt-eiförmig oder spatelförmig, seltener eiförmig. Sie ist rundspitzig bis spitz oder bespitzt.

### Generative Merkmale
Die Blütezeit reicht von April bis Mai. Die gestielten Blüten erscheinen einzeln und achselständig. Die zwittrigen Blüten sind fünfzählig mit doppelter Blütenhülle. Die grüne Kelch ist becherförmig mit kurzen, dreieckigen Zipfeln. Die glockenförmige Krone ist verwachsen, leicht eckig und schwach lappig sowie dunkelviolett bis rötlich und innen teils mehr oder weniger gelblich. Die Staubblätter und der Griffel sind eingeschlossen. Es sind Nektarien vorhanden.
Die kugelförmigen, 4,3 bis 10,8 mm langen und 3,2 bis 9,3 mm breiten Kapselfrüchte enthalten 4 bis 33 elliptische Samen. Die Früchte sind vom etwas aufgeblasenen Kelch umschlossen. Die kleinen und feingrubigen, abgeflachten Samen sind 2–3 Millimeter groß.

### Inhaltsstoffe
Die Wurzeln enthalten unter anderem Umbelliferon und Scopoletin. Die Laubblätter enthalten Scopolamin und Hyoscyamin.

## Vorkommen
Sie kommt in Ostasien, vor allem in Japan und Korea vor. Sie gedeiht in Höhenlagen von bis zu 1700 Metern.